# Стробери (мини-албум)
Стробери је ЕП односно мини албум српског репера и музичара Реље Поповића, издат за издавачку кућу Мејд ин Балкан 22. маја 2024. године. За све песме снимљени су музички спотови објавени на јутјуб каналу продуцентске куће. На албуму се налазе три соло песме и три дуета са Нућијем, Аурахом и Ђаном.

## Списак песама
| №  | Назив                     | Текст                                        | Музика                                       | Трајање |  |
| 1. | Славија ( са Аурах)       | Аурах, Мејд ин Балкан                        | Аурах, Мејд ин Балкан                        | 3:10    |  |
| 2. | Рибе злочесте             | Ђорђе Ђорђевић (музичар)                     | Иван Обрадовић (музичар), Реља Поповић       | 2:50    |  |
| 3. | Ма боље сам               | Ђорђе Ђорђевић                               | Ђорђе Ђорђевић, Иван Обрадовић               | 2:40    |  |
| 4. | ОМБ ( са Нући)            | Реља Поповић, Иван Обрадовић, Ђорђе Ђорђевић | Реља Поповић, Иван Обрадовић                 | 2:41    |  |
| 5. | 12 јануар (са Ђана Смајо) | Реља Поповић, Ђорђе Ђорђевић                 | Реља Поповић, Ђорђе Ђорђевић, Иван Обрадовић | 3:19    |  |
| 6. | За тобом луд              | Реља Поповић                                 | Марко Морено                                 | 2:44    |  |